# Андерс Фог Расмуссен
Андерс Фог Расмуссен (дан. Anders Fogh Rasmussen; нар. 26 січня 1953, Гіннеруп, Данія) — данський політик. Прем'єр-міністр Данії в 2001⁣–⁣2009 роках, з 1998 був лідером Ліберальної партії Данії. З 1978 по 2007 обирався в парламент Данії.
У березні 2009 обраний на посаду генерального секретаря НАТО, обійняв цю посаду у серпні того ж року. З 27 травня 2016 по 17 травня 2019 року — позаштатний радник Президента України Петра Порошенка. З 2022 року разом з Керівником Офісу Президента України Андрієм Єрмаком очолює міжнародну консультативну групу, яка надаватиме пропозиції щодо гарантій безпеки для України.

## Життєпис

### Данський політик
Народився в сім'ї фермера. Політичну кар'єру почав в 17 років, ставши засновником Товариства молодих лібералів в місті Віборг. Вже через 3 роки, в 1973 році, увійшов до складу Центральної ради Ліберальної партії. У 1974 році балотувався у Фолькетинг (парламент), в 1978 році вперше був вибраний депутатом від амта Віборг. У тому ж році завершив вищу економічну освіту в університеті міста Орхус і поступив на роботу в Данську федерацію малих і середніх підприємців, де до 1984 року працював на посаді консультанта.
З 1984 року — член керівництва парламентської фракції лібералів, з 1985 року — віцеголова національної організації Ліберальної партії, в 1987–1992 роках — міністр оподаткування Данії. У 1996 році став членом ради представників, а в 1998 році — ради директорів Національного банку Данії.
З 1998 року — голова Ліберальної партії Данії.
27 листопада 2001 року вибраний прем'єр-міністром.
Прихильник скорочення державної участі в економіці та соціальному забезпеченні громадян. У 1993 році опублікував книгу під назвою «Fra Socialstat til Minimalstat» (дослівно — «Від соціальної держави до мінімальної держави»)
У 2005 році данська газета Jyllands-Posten опублікувала карикатури на пророка Мухаммеда, після чого по всьому мусульманському світу прокотилася хвиля протестів. Прем'єр Расмуссен відмовився просити вибачення за країну на вимогу послів ісламських країн.
У 2007 році заявив, що має намір провести референдум в Данії з питання вступу країни в Єврозону і введення єдиної європейської валюти євро.

### На чолі НАТО
У березні 2009 року керівники Великої Британії, Франції і Німеччини ухвалили рішення вибрати Андерса Фога Расмуссена на посаду генерального секретаря НАТО, яку він зайняв після закінчення терміну тодішнього лідера цієї організації (Яап де Хооп Схеффер). На саміті НАТО у квітні 2009 року США висловили свою підтримку кандидатурі Расмуссена. Туреччина спочатку заперечувала проти кандидатури Расмуссена і навіть попереджала про можливість використання свого права вето. Одна з причин спротиву Анкари — історія 2005-06 років з публікацією карикатур на пророка Магомета в данській пресі. Як заявляв турецький прем'єр Реджеп Ердоган, його данський колега не є адекватним партнером для діалогу з ісламським світом. Ще одним дражливим для Туреччини фактором було небажання Данії припинити трансляцію курдського телеканалу Roj-TV, який Анкара вважає рупором повстанців Курдської робітничої партії, котру зараховують до терористичних організацій. «Я просив пана Расмуссена припинити мовлення каналу. Але він не зміг або не захотів цього зробити», — казав Ердоган.
Проте пізніше Туреччина переглянула свою позицію і висловила згоду з вибором Расмуссена. Італія і Іспанія також підтримали його кандидатуру. 4 квітня на саміті альянсу в Брюсселі затверджений на посаду генерального секретаря НАТО, після чого наступного дня подав у відставку з поста голови данського уряду. Наступником Фог Расмуссена на посаді прем'єра став Ларс Лекке Расмуссен.
30 вересня 2014 року залишив крісло генерального секретаря НАТО, на цій посаді його замінить 55-річний колишній прем'єр Норвегії Єнс Столтенберг. За 5 років на посаді голови Північноатлантичного альянсу у Рассмусена було два пріоритети: відносини з Росією і війна в Афганістані. І обидва напрями до великих успіхів не привели.

### Продовження діяльності
27 травня 2016 року колишній генеральний секретар НАТО Андерс Фог Расмуссен став позаштатним радником Президента України Петра Порошенка.

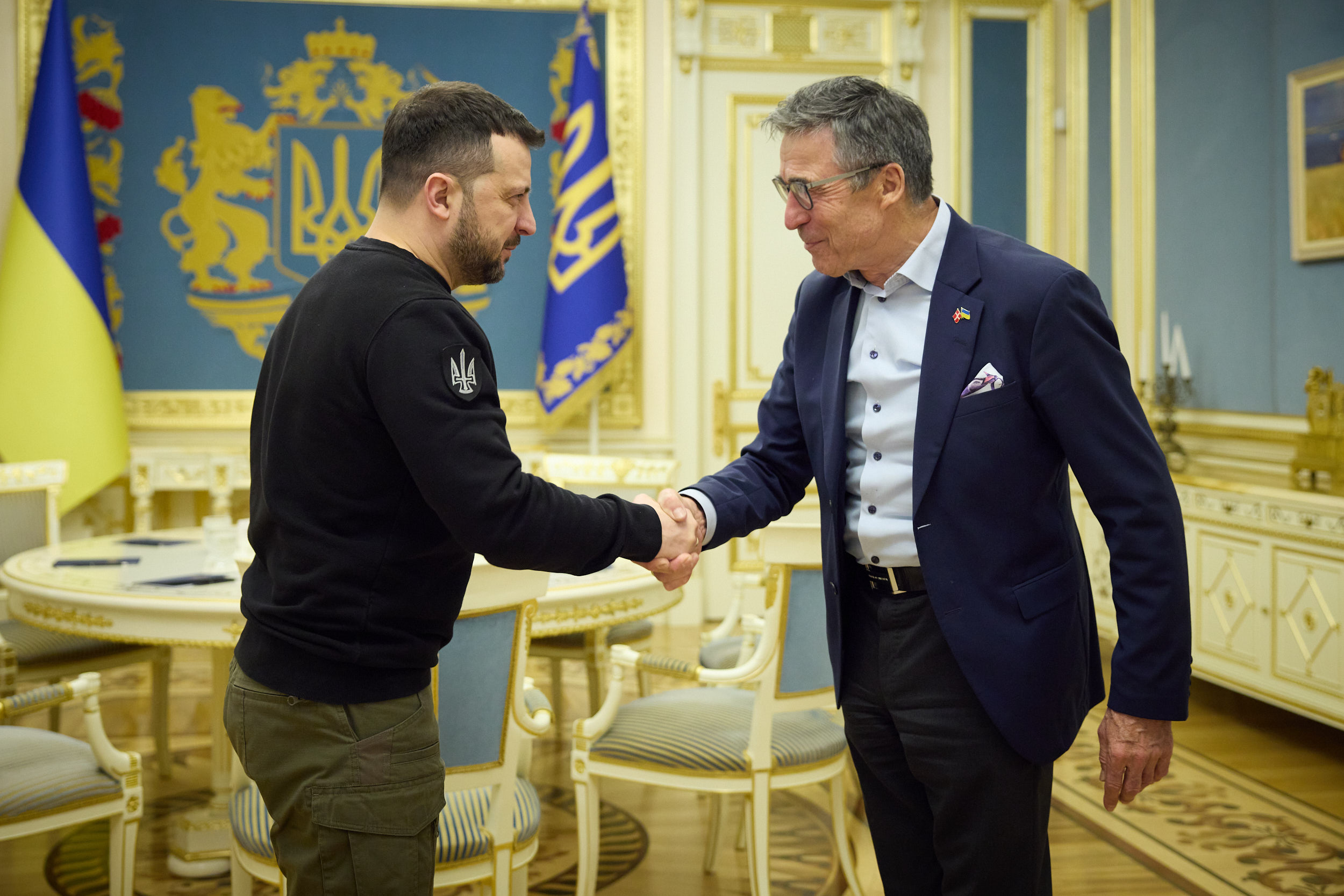
Зустріч Президента Володимира Зеленського з Андерсом Фог Расмуссеном, Генеральним секретарем НАТО у 2009-2014 роках та генеральним директором Rasmussen Global. 30.01.2024

17 травня 2019 року був звільнений з посади радника Президента України у зв'язку із закінченням повноважень Петра Порошенка.

## Нагороди
- Орден Свободи (Україна, 7 серпня 2014) — за значний особистий внесок у розвиток співробітництва між Українською державою та Північноатлантичним альянсом, вагому підтримку у відстоюванні суверенітету, незалежності та територіальної цілісності України[11][12]